# Theganopteryx kivuensis
Theganopteryx kivuensis es una especie de cucaracha del género Theganopteryx, familia Ectobiidae.

## Distribución
Esta especie se encuentra en República Democrática del Congo.